# Giovanni Antonio Capello
Pour les articles homonymes, voir Capello.
Giovanni Antonio Capello (né en 1669 à Brescia en Lombardie et mort en 1741 dans cette même ville) est un peintre italien baroque actif à Brescia et ses environs à la fin du XVIIe siècle et au début du XVIIIe.

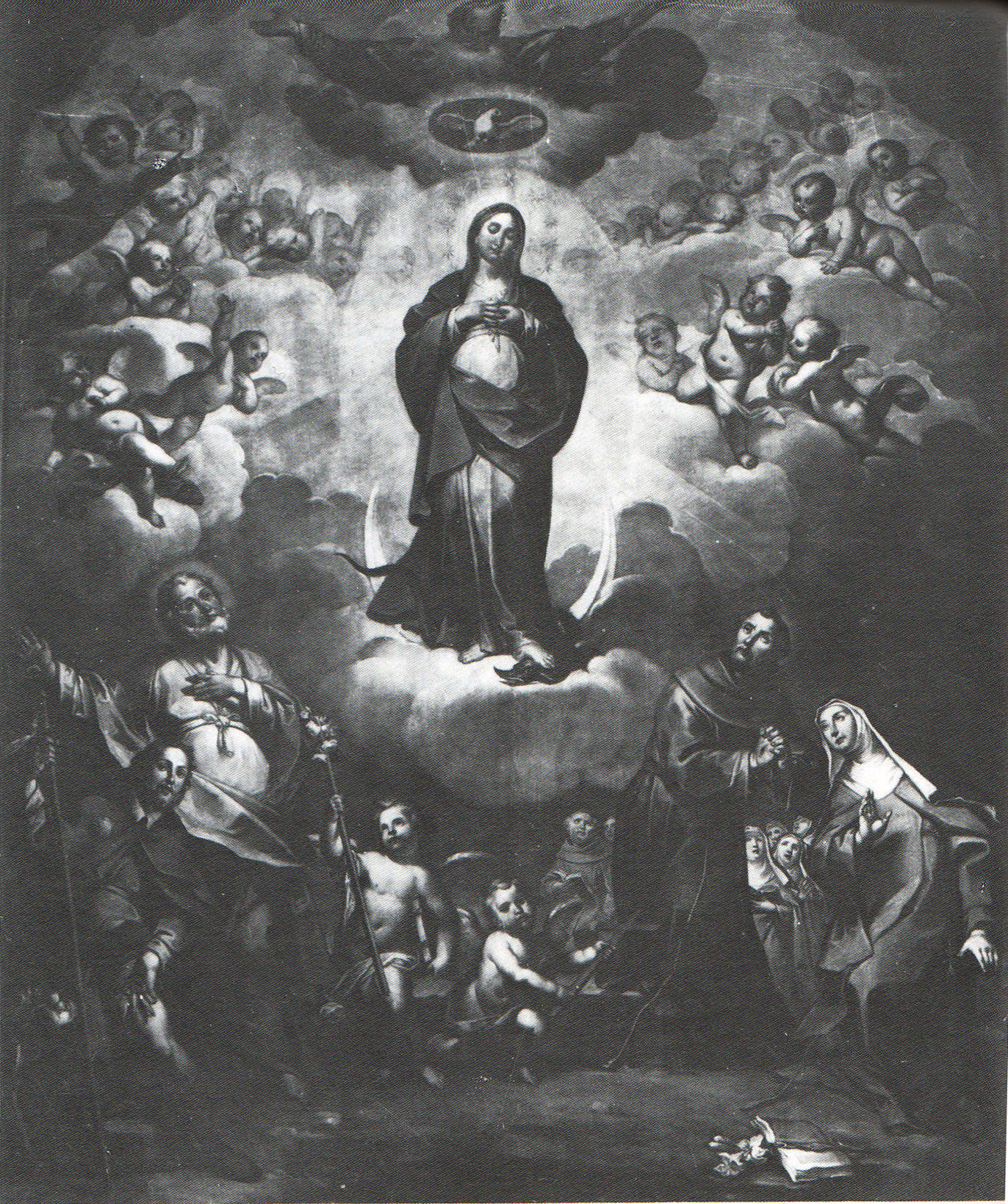
Retable de Sain Joseph.

## Biographie
Giovanni Antonio Capello  était un peintre italien de la fin de la période baroque, actif principalement à Brescia. Il fut l'élève des peintres Pompeo Ghitti,de Lorenzo Pasinelli à Bologne et du Baciccio à Rome. Certaines de ses peintures rappellent le style de Pietro Testa.